# (57) Mnemosyne
(57) Mnemosyne ist ein Asteroid des äußeren Hauptgürtels, der am 22. September 1859 vom deutschen Astronomen Karl Theodor Robert Luther an der Sternwarte Düsseldorf entdeckt wurde.
Der Asteroid wurde benannt nach Mnemosyne, Tochter von Uranos und Gaia und durch Zeus Mutter der neun Musen. Der Name kommt von altgriechisch μνημοσύνη mnēmosýnē, deutsch ‚Erinnerung, Gedächtnis‘, ohne die kein Fortschritt in den Sphären der Musen stattfinden würde. Die Benennung erfolgte durch Martin Hoek, Direktor von Sonnenborgh, dem astronomischen Observatorium der Universität Utrecht.

## Wissenschaftliche Auswertung
Aus Ergebnissen der IRAS Minor Planet Survey (IMPS) wurden 1992 Angaben zu Durchmesser und Albedo für zahlreiche Asteroiden abgeleitet, darunter auch (57) Mnemosyne, für die damals Werte von 112,6 km bzw. 0,21 erhalten wurden. Eine Auswertung von Beobachtungen durch das Projekt NEOWISE im nahen Infrarot führte 2011 zu vorläufigen Werten für den Durchmesser und die Albedo im sichtbaren Bereich von 122,5 km bzw. 0,18. Ein Vergleich von Daten, die von 1978 bis 2011 an der Sternwarte Ondřejov in Tschechien und am Table Mountain Observatory in Kalifornien gesammelt wurden, mit den Daten von NEOWISE führte 2012 zu Werten für den Durchmesser und die Albedo von 122,7 km bzw. 0,17. Nach neuen Messungen mit NEOWISE wurden die Werte 2014 auf 120,1 km bzw. 0,19 geändert.
Eine spektroskopische Untersuchung von 820 Asteroiden zwischen November 1996 und September 2001 am La-Silla-Observatorium in Chile ergab für (57) Mnemosyne eine taxonomische Klassifizierung als S-Typ.
Photometrische Beobachtungen des Asteroiden erfolgten erstmals vom 29. Juni bis 9. Juli 1981 am Table Mountain Observatory in Kalifornien. Aus der während acht Nächten aufgezeichneten Lichtkurve konnte als beste Lösung für die Rotationsperiode ein Wert von 12,46 h abgeleitet werden. Bei einer neuen Messung vom 21. bis 24. November 2006 am Oakley Observatory des Rose-Hulman Institute of Technology in Indiana konnte nur eine sehr lückenhafte Lichtkurve erfasst werden, aus der aber ein ähnlicher Wert von 12,66 h für die Rotationsperiode errechnet wurde.
Am Organ Mesa Observatory in New Mexico gab es mehrere Kampagnen zur photometrischen Beobachtung von (57) Mnemosyne. Eine erste Beobachtungsreihe erfolgte vom 8. April bis 9. Juni 2019, was allerdings wetterbedingt und aus anderen Gründen nicht zum optimalen Zeitpunkt war. Es zeigte sich aber auch hier bereits nach den ersten Auswertungen, dass eine Rotationsperiode im Bereich von 12,5 Stunden nicht zu den Messdaten passte. Stattdessen konnte eine gute Übereinstimmung mit einer Periode von 25,324 h gefunden werden. Weitere Beobachtungen vom 6. Mai bis 8. Juni 2020 konnten diese längere Periode bestätigen, denn der nun abgeleitete Wert von 25,281 h war im Rahmen der zulässigen Fehler kompatibel mit der vorigen Bestimmung.
Weitere photometrische Messungen erfolgten vom 13. Juli bis 2. September 2020 im Rahmen einer Zusammenarbeit von acht Observatorien der Grupo de Observadores de Rotaciones de Asteroides (GORA) in Argentinien und Spanien. Auch hier wurde für die Rotationsperiode ein wesentlich größerer Wert als ursprünglich angenommen gefunden, denn es wurden hier 26,12 h berechnet.
Wieder am Organ Mesa Observatory gab es dann noch weitere Beobachtungen vom 8. Juli bis 8. Oktober 2021, wo eine Periode von 25,308 h errechnet wurde, vom 19. Oktober bis 28. November 2022 mit einem Wert von 25,316 h, wobei die doppelte Periode ausgeschlossen werden konnte, und vom 1. Februar bis 14. März 2024 mit einer Auswertung zu 25,303 h.
Abschätzungen von Masse und Dichte für den Asteroiden (57) Mnemosyne aufgrund von gravitativen Beeinflussungen auf Testkörper hatten in einer Untersuchung von 2012 zu keinen sinnvollen Ergebnissen geführt.

## Mnemosyne-Familie
(57) Mnemosyne ist namensgebendes Mitglied einer Asteroidenfamilie mit ähnlichen Bahneigenschaften, wie eine Große Halbachse von 3,02–3,24 AE, eine Exzentrizität von 0,03–0,13 und eine Bahnneigung von 14,8°–17,4°. Taxonomisch handelt es sich um Asteroiden der Spektralklassen C, X und S, die mittlere Albedo liegt bei 0,07. Der Mnemosyne-Familie wurden im Jahr 2019 etwa 3625 Mitglieder zugerechnet.